# Gustaf Lövås
Karl Gustaf Lövås, ursprungligen Andersson, född 28 december 1894 i Floda församling i Södermanlands län, död 10 november 1968 i Västerleds församling i Bromma i Stockholm, var en svensk skådespelare.

## Biografi
Gustaf Lövås debuterade 1917 i Anna Lundbergs operettsällskap i Helsingborg och medverkade 1918–1919 i turnéer hos Adolf Blom och Hildi Waernmark. Därefter blev han engagerad av Axel Engdahl i Göteborg och vidare vid Folkteatern. Därefter var han verksam vid olika teaterscener i Stockholm, bland andra Folkan, Södran och Kristallsalongen samt hos Ernst Rolf. Lövås var den stora stjärnan i Ragnar Klanges revyer på Folkets Hus i Stockholm under åren 1933–1949. Sommartid turnerade han med Klangerevyn i folkparkerna och han var även engagerad vid Odeonteatern. 
Han filmdebuterade i Ivan Hedqvists film Carolina Rediviva 1920 och kom att medverka i drygt 60 filmer. Mest känd blev han som handlaren Sjökvist i 18 Åsa-Nisse-filmer 1949–1968.
Lövås var en skicklig kuplettsångare; han skivdebuterade 1925 och sjöng in en mängd 78-varvsskivor fram till 1950. I slutet av karriären fick han göra en del talroller i pjäser som till exempel Den inbillade sjuke, Kassabrist och Ebberöds bank. År 1965 var han musikalartist i Riksteaterns uppsättning av Oklahoma!. Lövås medverkade som kuplettsångare i två av Sveriges kommunistiska partis valfilmer inför Andrakammarvalet 1948, bland annat med en omskriven version av Karl Gerhards kuplett Jazzgossen.
Han gifte sig 1919 med skådespelaren Sigrid Andersson (1893–1969). Lövås avled den 10 november 1968 efter en kortare tids sjukdom. Han är begravd på Bromma kyrkogård i Stockholms län.

## Filmografi
- 1920 – Carolina Rediviva
- 1923 – Janne Modig
- 1923 – Andersson, Pettersson och Lundström
- 1924 – Dan, tant och lilla fröken Söderlund
- 1924 – Löjen och tårar
- 1925 – Två konungar
- 1925 – Öregrund-Östhammar
- 1925 – Styrman Karlssons flammor
- 1925 – Skärgårdskavaljerer
- 1925 – Hennes lilla majestät
- 1926 – Farbror Frans
- 1927 – Drottningen av Pellagonien
- 1927 – Spökbaronen
- 1929 – Ville Andesons äventyr
- 1930 – Flottans lilla fästmö
- 1931 – Dantes mysterier
- 1932 – Ett skepp kommer lastat
- 1933 – Bomans pojke
- 1934 – Kungliga Johansson
- 1934 – Anderssonskans Kalle
- 1938 – Bara en trumpetare
- 1939 – Vi på Solgläntan
- 1940 – Lillebror och jag
- 1940 – Hennes melodi
- 1940 – Kyss henne!
- 1941 – Hemtrevnad i kasern
- 1942 – Olycksfågeln nr 13
- 1942 – Sexlingar
- 1942 – Tre skojiga skojare
- 1943 – Det går som en dans ...
- 1944 – Gröna hissen
- 1944 – Kärlek och allsång
- 1944 – Fattiga riddare
- 1944 – Lilla helgonet
- 1945 – 13 stolar
- 1946 – 91:an Karlsson. "Hela Sveriges lilla beväringsman"
- 1947 – Sången om Stockholm
- 1947 – Kampen om kaffet
- 1948 – Lars Hård
- 1948 – Känn dej som hemma
- 1949 – Pappa Bom
- 1949 – Smeder på luffen
- 1949 – Åsa-Nisse
- 1949 – Pippi Långstrump
- 1949 – Sven Tusan
- 1949 – Hur tokigt som helst
- 1950 – När Bengt och Anders bytte hustrur
- 1950 – Åsa-Nisse på jaktstigen
- 1951 – Livat på luckan
- 1952 – Åsa-Nisse på nya äventyr
- 1952 – Kalle Karlsson från Jularbo
- 1952 – Kronans glada gossar
- 1953 – Åsa-Nisse på semester
- 1954 – Åsa-Nisse på hal is
- 1954 – Gud Fader och tattaren
- 1955 – Åsa-Nisse ordnar allt
- 1956 – Johan på Snippen
- 1956 – Åsa-Nisse flyger i luften
- 1957 – Åsa-Nisse i full fart
- 1958 – Åsa-Nisse i kronans kläder
- 1959 – Åsa-Nisse jubilerar
- 1960 – Åsa-Nisse som polis
- 1961 – Åsa-Nisse bland grevar och baroner
- 1962 – Åsa-Nisse på Mallorca
- 1963 – Åsa-Nisse och tjocka släkten
- 1964 – Blåjackor
- 1964 – Åsa-Nisse i popform
- 1966 – Åsa-Nisse i raketform
- 1967 – Drra på – kul grej på väg till Götet
- 1967 – Åsa-Nisse i agentform
- 1968 – Åsa-Nisse och den stora kalabaliken
- 1968 – Sarons ros och gubbarna i Knohult
- 1968 – Pappa varför är du arg - du gjorde likadant själv när du var ung

## Teater

### Roller (ej komplett)
| År   | Roll                                                | Produktion                                                                                   | Regi                      | Teater                  |
| ---- | --------------------------------------------------- | -------------------------------------------------------------------------------------------- | ------------------------- | ----------------------- |
| 1923 |                                                     | Skvallerspegeln, revy Karl-Ewert                                                             |                           | Kristallsalongen        |
| 1924 |                                                     | Kom som du ä', revy Karl-Ewert och Gösta Stevens                                             | Nils Johannisson          | Kristallsalongen        |
| 1924 |                                                     | Lilla Busses bröllop Richard Kessler                                                         | Knut Nyblom               | Vasateatern             |
| 1927 | Medverkande                                         | Ta trapporna, revy Björn Hodell och John Botvid                                              |                           | Folkets hus teater      |
| 1928 | Medverkande                                         | Sådan är du, revy Karl-Ewert och John Botvid                                                 | Björn Hodell Calle Hagman | Folkets hus teater      |
| 1928 | Dick, amerikansk tramp                              | Spindeln Fulton Oursler och Lowell Brentano                                                  |                           | Södra Teatern           |
| 1929 | Medverkande                                         | Stockholm–Motala, revy Karl-Ewert, Svasse Bergqvist och Kar de Mumma                         |                           | Folkteatern             |
| 1930 | Medverkande                                         | Stockholm blir Stockholm, revy Svasse Bergqvist                                              | Franz Engelke Adolf Niska | Vasateatern             |
| 1932 | Amos Gaswhiler                                      | Till Hollywood George S. Kaufman och Marc Connelly                                           | Gösta Ekman               | Vasateatern             |
| 1936 | Medverkande                                         | Heja folket, revy Harry Iseborg och Nisse Berggren                                           | Ragnar Klange             | Folkets hus teater      |
| 1936 |                                                     | 65, 66 och jag Axel Frische                                                                  | Ragnar Klange             | Folkets hus teater      |
| 1937 | Medverkande                                         | Folket i bild, revy                                                                          | Ragnar Klange             | Folkets hus teater      |
| 1937 | Reinhold, innehavare av detektivbyrån "Alltid redo" | Här kommer jag Axel Frische och Fleming Lynge                                                | Ragnar Klange             | Folkets hus teater      |
| 1943 | Medverkande                                         | Folkets hushåll, revy Harry Iseborg, Karl-Ewert, Fritz Gustaf Sundelöf, Gardar och Esse      | Ragnar Klange             | Folkets hus teater      |
| 1947 | Medverkande                                         | Opp med folket, revy Harry Iseborg, Allan Forss och Nils Bie                                 | Ragnar Klange             | Folkets hus teater      |
| 1947 | Medverkande                                         | Tingel-tangel, revy Charles Henry och Karl-Ewert                                             | Werner Ohlson             | Odeonteatern, Stockholm |
| 1948 | Medverkande                                         | Parkera här, revy Charles Henry och Karl-Ewert                                               | Werner Ohlson             | Odeonteatern, Stockholm |
| 1948 | Medverkande                                         | Välj Odéon, revy Charles Henry, Karl-Ewert och Werner Ohlson                                 | Werner Ohlson             | Odeonteatern, Stockholm |
| 1949 | Medverkande                                         | Färg över stan, revy Charles Henry, Karl-Ewert och Werner Ohlson                             | Werner Ohlson             | Odeonteatern, Stockholm |
| 1949 | Medverkande                                         | Om ni behagar, revy Charles Henry, Harry Iseborg och Karl-Ewert                              | Werner Ohlson             | Odeonteatern, Stockholm |
| 1950 | Medverkande                                         | Förtjusningens hus, revy Karl-Ewert, Charles Henry, Harry Iseborg och Werner Ohlson          | Werner Ohlson             | Odeonteatern, Stockholm |
| 1950 | Medverkande                                         | Folk i farten, revy Karl-Ewert                                                               | Werner Ohlson             | Odeonteatern, Stockholm |
| 1951 | Medverkande                                         | De' som gömmes i snö, revy Karl-Ewert                                                        | Werner Ohlson             | Odeonteatern, Stockholm |
| 1951 | Medverkande                                         | Född i år, revy Karl-Ewert                                                                   | Werner Ohlson             | Odeonteatern, Stockholm |
| 1952 | Medverkande                                         | Kom som du ä', revy Karl-Ewert                                                               | Werner Ohlson             | Odeonteatern, Stockholm |
| 1952 | Medverkande                                         | Klart för start Karl-Ewert                                                                   | Werner Ohlson             | Odeonteatern, Stockholm |
| 1953 | Medverkande                                         | Glädjen i topp revy Charles Henry, Allan Forss, Tryggve Arnesson, Karl-Ewert, Herr Dardanell | Werner Ohlson             | Odeonteatern, Stockholm |